# Commento al Libro delle cause
L'Expositio super librum de causis (Commento al Libro delle cause) è un'opera di Tommaso d'Aquino scritta nella lingua latina medievale nel 1272. Essa è uno dei numerosi commenti al Liber de causis. Quest'ultimo testo presentava l'interpretazione dei filosofi arabi delle idee dell'aristotelismo e del neoplatonismo, e nell'XI secolo era stato tradotto in latino da Gherardo da Cremona, nel periodo in cui risiedeva a Toledo e collaborava con la scuola di traduttori locale.
Al tempo di Tommaso, il Liber de causis godeva di una notevole reputazione accademica e dal 1255 il suo studio era contemplato nel curriculum didattico della Facoltà delle arti dell'Università di Parigi. Tommaso lo aveva citato nel De ente et essentia e nella Summa Theologiae.

## Fonti e argomenti
Nel proemio Tommaso espone il tema principale del suo trattato e del Liber de causis: l'analisi delle cause prime (consideratio primarum causarum) delle cose. Tale argomento era stato precedentemente trattato anche da Aristotele, nell'Elementatio theologica di Proclo e nel Liber de causis. 
Alberto Magno, che aveva diffuso il suo commento nel 1264, e i primi commentatori del Libro delle cause erano convinti che esso avesse un'origine aristotelica; Tommaso, invece, si accorse che l'Elementatio theologica  era stata alla base del Liber de causis, analizzando la traduzione latina dell'Elementatio che Guglielmo di Moerbeke aveva ultimato  nel 1268. Nel proemio, Tommaso afferma appunto che il Liber de causis era la traduzione di uno scritto di un filosofo arabo che l'aveva derivata dalla già citata opera di Proclo. 
Il commento dell'Aquinate cita numerose opere di Aristotele e dello Pseudo-Dionigi Areopagita.
Il tema fondamentale è quello della causa prima, dell'emergere dei molti dall'Uno, che è pura bontà e agisce mediante le cause seconde. Si perviene per questa via a discorrere dell'intelligenza e dell'anima, del tempo, dell'eternità e del divenire. Il Libro delle Cause parla espressamente dell'attività creatrice divina, che si realizza mediante l'intelligenza. Il commentatore prende chiaramente le distanze da questa posizione e sviluppa una tesi differente, compatibile con la dottrina cristiana.
Nel proemio Tommaso cita Aristotele secondo il quale la felicità dell'uomo consiste nell'attività dell'intelletto, la sua facoltà più nobile ed elevata. Poiché l'effetto si conosce tramite la causa, le cause prime sono in sommo grado enti e in sommo grado veri, hanno il più alto grado di conoscibilità, che le rende l'oggetto più alto e nobile del'intellezione.
Il testo tenta di conciliare fede e ragione: la fede nell'onnipotenza di Dio col dato di ragione secondo cui le cause seconde sono autonome nel perseguimento del proprio fine connaturale. Esso tenta inoltre di tradurre il creazionismo coranico nell'emanatismo di Plotino e Proclo.

## Forma e contenuto
La struttura del commento ricalca quella del Liber de causis. Tommaso creò una lectio per ciascuno dei capitoli dove ne cita e commenta la proposizione fondamentale (propositio). Le 32 lectio sono strutturate nel modo seguente:
1. Proposizione  I: sull'ordine delle cause. Viene descritto un ordine gerarchico delle cause al vertice del quale si trova la causa prima (Dio), seguita dalle intelligenze angeliche, dalle anime e infine dalle cause del regno della natura;[12].
2. Proposizioni II-XV: I tre tipi di cause prime - la causa prima, le intelligenze, le anime - e le loro proprietà. La causa prima è unica, anche per la sua relazione con l'eternità (nunc stans), mentre le intelligenze ricevono ogni perfezione in virtù del fatto che sono create dalla causa prima in un modo che non è mediato da enti terzi;[13]
3. Proposizioni XVI-XXXII: come gli enti di ordine inferiore, ricevono dalla causa prima il proprio orientamento verso il fine ultimo.

## Importanza ed eredità
Il commento di Tommaso sopravvisse in circa 50 manoscritti. Purtuttavia, la sua importanza nel Medioevo fu contenuta. La sua influenza è dimostrata solamente nel commento al Liber de causis redatto da Sigieri di Brabante.
La prima edizione apparve a Padova nel 1493, insieme al Liber de causis e ad altri testi.

## Edizioni
- (IT)  Tommaso d'Aquino, Commento al Libro delle cause, tr. it. D'Ancona Costa, Cristina,  Rusconi Libri (I classici del pensiero. Sez. 2, Medioevo e Rinascimento), Milano 1986, 1a ed.ne, 477 p. ISBN 978-8818220056, ISBN 8818220055, Template:SBN, OCLC 797247527

- (DE)  Jakob Georg Heller: Thomas von Aquin. Kommentar zum Buch von den Ursachen, Freiburg im Breisgau 2017, ISBN 978-3-451-37601-6
- (FR)  Thomas d'Aquin, Commentaire du Livre des Causes, Intr., trad. fr. et commentaire de B. et J. Decossas,«Philologie et Mercure», Paris, Vrin, 2005, 272 p.[17][18] ISBN 978-2-7116-1743-2, OCLC 420305881